# Entrelazados
Entrelazados es una serie web musical dramática argentina original de la plataforma Disney+. La historia sigue a Allegra, una adolescente que siente pasión por la comedia musical y se embarca en un viaje único a través del tiempo para unir a su familia y cumplir su sueño.
La serie fue estrenada a nivel mundial el 12 de noviembre de 2021.
En mayo de 2022 se anunció una segunda temporada que inició sus grabaciones unos días después.
El 5 de mayo de 2023 se estrenó Entrelazados Live!, Show que tuvo lugar el 9 de julio de 2022 en el Gran Rex.
El 24 de mayo de 2023 se estrenó la segunda temporada. 

## Sinopsis
Allegra de 16 años, sueña con ser parte de la compañía de teatro musical Eleven O’Clock y convertirse en la protagonista de “Freaky Friday”, obra que consagró a su abuela años atrás. La abuela Cocó es una leyenda viviente del mundo de la comedia musical y tiene una relación complicada con su hija Caterina, madre de Allegra. La vida de Allegra se altera por completo cuando encuentra un misterioso brazalete en su casa que la envía a 1994, el año en que Caterina tenía su edad y daba sus primeros pasos en Eleven O’Clock mientras vivía a la sombra de Cocó, una estrella en el pico de su carrera. Al conocer el pasado de su madre y de su abuela, Allegra no solo ayudará a sanar las heridas y unir a la familia, sino que además descubrirá que, si bien no se puede cambiar el pasado, se puede aprender mucho de él.

## Elenco

### Principales
| Carolina Domenech  | Allegra Sharp       | Principal | Principal |
| Clara Alonso       | Caterina Sharp      | Principal | Principal |
| Manuela Menéndez   | Caterina Sharp      | Principal | Principal |
| Elena Roger        | Amelia "Cocó" Sharp | Principal | Principal |
| Antonia Bengoechea | Amelia "Cocó" Sharp |           | Principal |
| Lucila Gandolfo    | Lucía Sharp         | Principal | Principal |
| Betina O'Connell   | Lucía Sharp         |           | Principal |
| El Purre           | Marco Resco         | Principal | Principal |
| Paula Morales      | Greta               | Principal |           |
| Tatu Glikman       | Greta               | Principal | Principal |
| Kevsho             | Félix Sacanell      | Principal | Principal |
| Benjamín Amadeo    | Diego Lasso         | Principal | Principal |
| Manuel Ramos       | Diego Lasso         | Principal | Principal |
| Berenice Gandullo  | Bárbara Diz         | Principal | Principal |
| Abril Suliansky    | Bárbara Diz         | Principal | Principal |
| Emilia Mernes      | Sofía Lasso         | Principal |           |
| Simón Hempe        | Alan Sacanell       | Principal |           |
| Rodrigo Pedreira   | Franco Resco        | Principal | Principal |
| Santiago Achaga    | Franco Resco        |           | Principal |
| Franco Piffaretti  | Dante               | Principal | Principal |
| Favio Posca        | Mike                | Principal | Principal |
| Fabio Aste         | Tomás Diz           | Principal |           |
| Rocío Hernández    | Paloma              |           | Principal |
| Agustina Benavides | Clara               |           | Principal |
| Miguel Habud       | Pedro Alcaraz       |           | Principal |
| Beto de Carabassa  | Pedro Alcaraz       |           | Principal |
| Regina Lamm        | Abuela Allegra      |           | Principal |
| Pietro Gian        | Antonio Resco       |           | Principal |

Notas
1. ↑  Manuela Menéndez sigue siendo acreditada en la segunda temporada a pesar de aparecer en el episodio 16.
2. ↑  Lucila Gandolfo sigue siendo acreditada en la segunda temporada a pesar de aparecer en el episodio 11.
3. ↑  Tatu Glikman sigue siendo acreditada en la segunda temporada a pesar de aparecer en el episodio 16.
4. ↑  Manuel Ramos sigue siendo acreditado en la segunda temporada a pesar de aparecer en los episodio 15 y 16.
5. ↑  Berenice Gandullo es acreditada en el elenco principal a partir del episodio 7.
6. ↑  Abril Suliansky sigue siendo acreditada en la segunda temporada a pesar de aparecer en el episodio 16.
7. ↑  Franco Piffaretti sigue siendo acreditado en la segunda temporada a pesar de aparecer en el episodio 16.
8. ↑  Favio Posca sigue siendo acreditado en la segunda temporada a pesar de aparecer en el episodio 16.

### Secundarios e invitados
| Personajes        | Año  | Intérprete     |
| ----------------- | ---- | -------------- |
| Miriam            | 1994 | Magela Zanotta |
| Camilo            | 1994 | Máximo Ruiz    |
| Oliverio Gerard   | 1994 | Fito Yannelli  |
| Guardia de teatro | 1994 | Curly Jiménez  |

## Episodios

### Temporada 1 (2021)
La temporada 1 se estrenó mundialmente en Disney+ el 12 de noviembre de 2021.
| N.º en serie                                                                                        | N.º en temp. | Título                | Fecha de emisión original |
| --------------------------------------------------------------------------------------------------- | ------------ | --------------------- | ------------------------- |
| 1                                                                                                   | 1            | «El brazalete»        | 12 de noviembre de 2021   |
| Allegra sueña con ser parte de la compañía de teatro musical Eleven O'clock.                        |              |                       |                           |
| 2                                                                                                   | 2            | «Volver al pasado»    | 12 de noviembre de 2021   |
| Allegra recibe una buena noticia sobre Caterina. En 1994, Greta planea sabotear a Caterina.         |              |                       |                           |
| 3                                                                                                   | 3            | «El momento»          | 12 de noviembre de 2021   |
| Abuela, madre e hija cenan juntas por primera vez. Allegra quiere frustrar el plan de Greta.        |              |                       |                           |
| 4                                                                                                   | 4            | «CD Room»             | 12 de noviembre de 2021   |
| Allegra comienza a hacerse amiga de Caterina en 1994, y está cada vez más cerca de Marco.           |              |                       |                           |
| 5                                                                                                   | 5            | «Tres gardenias»      | 12 de noviembre de 2021   |
| Lucía le confiesa a Allegra su gran secreto. Caterina se enfrenta a Cocó en 1994.                   |              |                       |                           |
| 6                                                                                                   | 6            | «Rewind»              | 12 de noviembre de 2021   |
| Caterina recibirá una sorpresa especial. Allegra busca que Caterina vuelva a confiar en ella.       |              |                       |                           |
| 7                                                                                                   | 7            | «El gran salto»       | 12 de noviembre de 2021   |
| Allegra consigue que Caterina la perdone y la ayude a ensayar para quedarse con el papel principal. |              |                       |                           |
| 8                                                                                                   | 8            | «El secreto de Lucía» | 12 de noviembre de 2021   |
| Félix y Allegra se unen para tratar de sacarle información a Greta.                                 |              |                       |                           |
| 9                                                                                                   | 9            | «Just One day»        | 12 de noviembre de 2021   |
| Allegra sorprende a todos con un cambio de último momento la noche del estreno de la obra en 1994.  |              |                       |                           |
| 10                                                                                                  | 10           | «Años luz»            | 12 de noviembre de 2021   |
| Allegra intenta evitar la pelea entre Caterina y Cocó antes de que se le acabe el tiempo.           |              |                       |                           |

### Temporada 2 (2023)
La temporada 2 se estrenó mundialmente en Disney+ el 24 de mayo de 2023.
| N.º en serie                                                                          | N.º en temp. | Título        | Fecha de emisión original |
| ------------------------------------------------------------------------------------- | ------------ | ------------- | ------------------------- |
| 11                                                                                    | 1            | «Desafío»     | 24 de mayo de 2023        |
| Marco debe resolver por qué el brazalete lo llevó al presente.                        |              |               |                           |
| 12                                                                                    | 2            | «Lado B»      | 24 de mayo de 2023        |
| Marco explora 1975. Allegra ayuda a Marco a crear un demo para "Años luz".            |              |               |                           |
| 13                                                                                    | 3            | «Secreto»     | 24 de mayo de 2023        |
| Marco conoce a su mamá en 1975 y habla con Franco en el presente.                     |              |               |                           |
| 14                                                                                    | 4            | «El reloj»    | 24 de mayo de 2023        |
| Marco conecta como nunca con su padre. Félix realiza un descubrimiento.               |              |               |                           |
| 15                                                                                    | 5            | «El viaje»    | 24 de mayo de 2023        |
| Marco ayuda a Franco en una noche clave para La Gruta.                                |              |               |                           |
| 16                                                                                    | 6            | «Reencuentro» | 24 de mayo de 2023        |
| Marco descubre un nuevo aliado, y devela el misterio del incendio del teatro en 1994. |              |               |                           |
| 17                                                                                    | 7            | «El dilema»   | 24 de mayo de 2023        |
| Marco llega al final de su recorrido, enfrentándose a un dilema.                      |              |               |                           |

## Teatro
En marzo del 2022, Disney confirmó la adaptación teatral de la serie bajo el nombre Entrelazados Live!, el cual sería producido por MP y Ozono Producciones, y estrenado el 9 de julio del mismo año en el Teatro Gran Rex, donde el público pudo disfrutar de 2 maravillosas funciones, con canciones de la primera temporada y de la segunda temporada.  Al mismo tiempo, se informó que Carolina Domenech, José Giménez Zapiola, Kevsho, Manuel Ramos, Manuela Menéndez, Tatiana Glikman y Abril Suliansky serían los protagonistas del espectáculo.
El 14 de abril de 2023 Disney+ anunció que el 5 de mayo estrenaría el show en su plataforma.

## Desarrollo

### Producción
En noviembre de 2020, se anunció que Disney+ Latinoamérica había encargado a Pampa Films la producción de una nueva serie musical, para el público infantojuvenil con la premisa de contar la historia de Allegra, una chica que siente pasión por la comedia musical y se embarca en un viaje único a través del tiempo para unir a su familia y cumplir su sueño profesional. En enero de 2021, se informó que Nicolás Silbert y Leandro Mark serían los directores de Entrelazados y que también contaría con la producción de Gloriamundi Producciones. El rodaje de la primera temporada inició en noviembre de 2020 y terminó en marzo de 2021. En mayo de 2022 se anunció que la serie había sido renovada para la segunda temporada y que ya se había iniciado a rodarse ese mes, el rodaje de la segunda temporada finalizó el 24 de junio de 2022.

### Estreno
En septiembre de 2021 se confirmó que la serie se estrenaría el 12 de noviembre a nivel mundial, en el marco del Disney Plus Day.

### Casting
Tras el anuncio de la producción de la segunda temporada, se anunciaron nuevas incorporaciones al elenco, al cual se sumarían Santiago Achaga, Antonia Bengoechea, Rocío Hernández, Agustina Benavides, Beto de Carabassa, Miguel Habud, Regina Lamm y Betina O'Connell.  

## Premios y nominaciones
| Lista de premios y nominaciones | Lista de premios y nominaciones | Lista de premios y nominaciones                 | Lista de premios y nominaciones | Lista de premios y nominaciones | Lista de premios y nominaciones |
| Año                             | Organización                    | Categoría                                       | Nominado/a(s)                   | Resultado                       | Ref(s)                          |
| ------------------------------- | ------------------------------- | ----------------------------------------------- | ------------------------------- | ------------------------------- | ------------------------------- |
| 2022                            | Kids' Choice Awards México      | Actor favorito                                  | Kevsho                          | Ganador                         | [ 14 ]                          |
| 2022                            | Premios Produ                   | Mejor serie infantil juvenil                    | Entrelazados                    | Nominado                        | [ 15 ]                          |
| 2022                            | Premios Produ                   | Mejor actriz protagónica infanto / juvenil      | Carolina Domenech               | Nominada                        | [ 15 ]                          |
| 2022                            | Premios Produ                   | Mejor actor protagónico infanto / juvenil       | José Giménez Zapiola            | Nominado                        | [ 15 ]                          |
| 2022                            | Premios Produ                   | Mejor producción de ficción - Serie y miniserie | Martín Pla                      | Nominado                        | [ 15 ]                          |
| 2022                            | Premios Produ                   | Mejor recreación de época                       | Matías del Olmo y Juan Rovai    | Nominados                       | [ 15 ]                          |
| 2023                            | Kids' Choice Awards México      | Actor favorito                                  | Kevsho                          | Nominado                        | [ 16 ]                          |
| 2023                            | Premios Produ                   | Mejor serie juvenil                             | Entrelazados                    | Nominado                        | [ 17 ]                          |
| 2023                            | Premios Produ                   | Mejor tema musical de serie                     | «Ahora»                         | Nominado                        | [ 17 ]                          |
| 2023                            | Premios Produ                   | Mejor actriz protagónica infanto / juvenil      | Agustina Benavidez              | Nominada                        | [ 17 ]                          |
| 2023                            | Premios Produ                   | Mejor actor protagónica infanto / juvenil       | José Giménez Zapiola            | Nominado                        | [ 17 ]                          |
| 2023                            | Premios Produ                   | Mejor actor protagónica infanto / juvenil       | Kevsho                          | Nominado                        | [ 17 ]                          |
| 2023                            | Premios Produ                   | Mejor dirección - Serie infantil / juvenil      | Nico Silbert y Lalo Mark        | Nominados                       | [ 17 ]                          |
| 2023                            | Premios Produ                   | Mejor dirección de arte                         | Aureliano Gentile               | Nominado                        | [ 17 ]                          |
| 2023                            | Premios Produ                   | Mejor recreación de época                       | Aureliano Gentile               | Nominado                        | [ 17 ]                          |
| 2024                            | Premios Martín Fierro de Cable  | Mejor programa infantil                         | Entrelazados                    | Nominado                        | [ 18 ]                          |
| 2024                            | Rose d'Or Latinos               | Mejor serie infantojuvenil                      | Entrelazados                    | Nominado                        | [ 19 ]                          |

## Bandas Sonoras
- Entrelazados (banda sonora)
- Entrelazados 2 (banda sonora)